# 하늘에 가득한 수수께끼 별
하늘에 가득한 수수께끼 별은 에로게 메이커인 Softhouse-seal의 신 순애계 브렌드, seal-QUALIA가 제작한 2013년 작 에로게다. 그 이전까지 주로 저가의 능욕계나 누키게를 제작하던 이 메이커에서 내 놓은 첫 번째 순애물이다.

## 등장인물
- 아리스 유아
- 코코로 유디트
- 유키시로 미우
- 핫타 미도리
- 아이
- 루이
- 토우이도우 멜로디
- 아리스 리나
- 토우이도우 아담
- 야마네 유메

## 같이 보기
- softhouse-seal